# 39號碼頭
39码头（英語：Pier 39）是一个位于美国旧金山渔人码头的旅游景点和购物中心。在39码头，有商店、餐馆、影音店、街头表演，也有海洋哺乳类动物中心和海湾水族馆。这个码头邻近唐人街和内河码头，并可以经由F市场及码头线街车到达。
在39码头，可以远眺天使岛、阿尔卡特拉斯岛、金门大桥和旧金山-奥克兰海湾大桥等。蓝金舰队海湾游船从码头39出发。